# Abdallah Gomaa
Abdallah Gomaa (in arabo عبد الله جمعة‎?; Al-Arish, 10 gennaio 1996) è un calciatore egiziano, difensore dello Zamalek.

## Biografia
Ha un fratello maggiore, Saleh, anch'esso calciatore.

## Caratteristiche tecniche
È un terzino sinistro.

## Carriera

### Club
Muove i suoi primi passi nelle giovanili dell'ENPPI. Il 30 gennaio 2014 passa in prestito all'Union Berlino, in Zweite Bundesliga. Il 15 dicembre le due società si accordano per la risoluzione anticipata del prestito. Il 16 agosto 2017 viene tesserato dallo Zamalek.

### Nazionale
Esordisce in nazionale il 14 ottobre 2019 contro il Botswana in amichevole.

## Statistiche

### Presenze e reti nei club
Statistiche aggiornate al 20 dicembre 2023.
| Stagione             | Squadra              | Campionato           | Campionato | Campionato | Coppe nazionali | Coppe nazionali | Coppe nazionali | Coppe continentali | Coppe continentali | Coppe continentali | Altre coppe | Altre coppe | Altre coppe | Totale | Totale |
| Stagione             | Squadra              | Comp                 | Pres       | Reti       | Comp            | Pres            | Reti            | Comp               | Pres               | Reti               | Comp        | Pres        | Reti        | Pres   | Reti   |
| -------------------- | -------------------- | -------------------- | ---------- | ---------- | --------------- | --------------- | --------------- | ------------------ | ------------------ | ------------------ | ----------- | ----------- | ----------- | ------ | ------ |
| 2013-gen. 2014       | ENPPI                | PL                   | 2          | 0          | CE              | 0               | 0               | -                  | -                  | -                  | -           | -           | -           | 2      | 0      |
| gen.-giu. 2014       | Union Berlino        | ZL                   | 2          | 0          | CG              | -               | -               | -                  | -                  | -                  | -           | -           | -           | 2      | 0      |
| nov.-dic. 2014       | Union Berlino        | ZL                   | 1          | 0          | CG              | 0               | 0               | -                  | -                  | -                  | -           | -           | -           | 1      | 0      |
| Totale Union Berlino | Totale Union Berlino | Totale Union Berlino | 3          | 0          |                 | -               | -               |                    | -                  | -                  |             | -           | -           | 3      | 0      |
| gen.-giu. 2015       | ENPPI                | PL                   | 3          | 0          | CE              | 1               | 0               | -                  | -                  | -                  | -           | -           | -           | 4      | 0      |
| 2015-2016            | ENPPI                | PL                   | 6          | 0          | CE              | 0               | 0               | CC                 | 0                  | 0                  | -           | -           | -           | 6      | 0      |
| 2016-gen. 2017       | ENPPI                | PL                   | 8          | 0          | CE              | 0               | 0               | -                  | -                  | -                  | -           | -           | -           | 8      | 0      |
| Totale ENPPI         | Totale ENPPI         | Totale ENPPI         | 19         | 0          |                 | 1               | 0               |                    | 0                  | 0                  |             | -           | -           | 20     | 0      |
| gen.-giu. 2017       | Al-Masry             | PL                   | 16         | 1          | CE              | 4               | 1               | CC                 | 2                  | 0                  | -           | -           | -           | 22     | 2      |
| 2017-2018            | Zamalek              | PL                   | 20         | 1          | CE              | 4               | 0               | ACC+CC             | 0                  | 0                  | -           | -           | -           | 24     | 1      |
| 2018-2019            | Zamalek              | PL                   | 23         | 0          | CE              | 3               | 1               | ACC+CC             | 1+16               | 0                  | SE          | 0           | 0           | 43     | 1      |
| 2019-2020            | Zamalek              | PL                   | 19         | 0          | CE              | 3               | 0               | CCL                | 9                  | 0                  | SE+SA       | 1+1         | 0           | 33     | 0      |
| 2020-2021            | Zamalek              | PL                   | 12         | 0          | CE              | 0               | 0               | CCL                | 5                  | 0                  | -           | -           | -           | 17     | 0      |
| 2021-2022            | Zamalek              | PL                   | 20         | 0          | CE              | 3               | 0               | CCL                | 2                  | 0                  | SE          | 0           | 0           | 25     | 0      |
| 2022-2023            | Zamalek              | PL                   | 6          | 0          | CE              | 0               | 0               | CCL                | 3                  | 0                  | -           | -           | -           | 9      | 0      |
| 2023-2024            | Zamalek              | PL                   | 0          | 0          | CE              | 0               | 0               | ACC+CC             | 0+1                | 0                  | -           | -           | -           | 1      | 0      |
| Totale Zamalek       | Totale Zamalek       | Totale Zamalek       | 100        | 1          |                 | 13              | 1               |                    | 37                 | 0                  |             | 2           | 0           | 152    | 2      |
| Totale carriera      | Totale carriera      | Totale carriera      | 138        | 2          |                 | 18              | 2               |                    | 39                 | 0                  |             | 2           | 0           | 197    | 4      |

### Cronologia presenze e reti in nazionale
| Cronologia completa delle presenze e delle reti in nazionale ― Egitto | Cronologia completa delle presenze e delle reti in nazionale ― Egitto | Cronologia completa delle presenze e delle reti in nazionale ― Egitto | Cronologia completa delle presenze e delle reti in nazionale ― Egitto | Cronologia completa delle presenze e delle reti in nazionale ― Egitto | Cronologia completa delle presenze e delle reti in nazionale ― Egitto | Cronologia completa delle presenze e delle reti in nazionale ― Egitto | Cronologia completa delle presenze e delle reti in nazionale ― Egitto |
| Data                                                                  | Città                                                                 | In casa                                                               | Risultato                                                             | Ospiti                                                                | Competizione                                                          | Reti                                                                  | Note                                                                  |
| --------------------------------------------------------------------- | --------------------------------------------------------------------- | --------------------------------------------------------------------- | --------------------------------------------------------------------- | --------------------------------------------------------------------- | --------------------------------------------------------------------- | --------------------------------------------------------------------- | --------------------------------------------------------------------- |
| 14-10-2019                                                            | Alessandria d'Egitto                                                  | Egitto                                                                | 1 – 0                                                                 | Botswana                                                              | Amichevole                                                            | -                                                                     |                                                                       |
| 7-11-2019                                                             | Alessandria d'Egitto                                                  | Egitto                                                                | 1 – 0                                                                 | Liberia                                                               | Amichevole                                                            | -                                                                     |                                                                       |
| 14-11-2019                                                            | Alessandria d'Egitto                                                  | Egitto                                                                | 1 – 1                                                                 | Kenya                                                                 | Qual. Coppa d'Africa 2021                                             | -                                                                     | 66’                                                                   |
| 18-11-2019                                                            | Moroni                                                                | Comore                                                                | 0 – 0                                                                 | Egitto                                                                | Qual. Coppa d'Africa 2021                                             | -                                                                     | 90’                                                                   |
| 29-3-2021                                                             | Il Cairo                                                              | Egitto                                                                | 4 – 0                                                                 | Comore                                                                | Qual. Coppa d'Africa 2021                                             | -                                                                     |                                                                       |
| Totale                                                                |                                                                       | Presenze                                                              | 5                                                                     |                                                                       | Reti                                                                  | 0                                                                     |                                                                       |

## Palmarès

### Club

#### Competizioni nazionali
- Campionato egiziano: 2

Zamalek: 2020-2021, 2021-2022
- Coppa d'Egitto: 3

Zamalek: 2017-2018, 2018-2019, 2020-2021
- Supercoppa d'Egitto: 1

Zamalek: 2019

#### Competizioni internazionali
- Coppa della Confederazione CAF: 1

Zamalek: 2018-2019
- Supercoppa CAF: 1

Zamalek: 2020